# روبرت ديدييه
روبرت ديدييه (بالفرنسية: Robert Didier)‏ هو عالم حشرات فرنسي، ولد في 4 فبراير 1885 في Port-sur-Saône ‏ في فرنسا، وتوفي في 10 مايو 1977.